# Czarnoksięstwo
Czarnoksięstwo – działanie polegające na świadomym posługiwaniu się magią (domyślnie czarną magią) zdefiniowane przez Jakuba I w traktacie Daemonologie jako „powodowanie zjawisk nadnaturalnych nie za pozwoleniem Boga (cuda) lecz przy pomocy diabelskiej”. Ten sam traktat dokonuje podziału „czarnoksięstwa” na: witch-craft (czarostwo/czarownictwo) i necromancy (nekromancję) za pomocą skutków tych działań: zmian materialnych (czarostwo) bądź pozyskiwanie wiedzy (nekromancja).